# Bartolomeo Colleoni (1930)
Bartolomeo Colleoni – włoski krążownik lekki typu Condottieri (podtyp di Giussano), wchodzącym w skład Regia Marina podczas II wojny światowej. Został nazwany na cześć Bartolomeo Colleoniego, włoskiego kondotiera z XV wieku.
Krążownik został zwodowany 21 grudnia 1930 i przed przystąpieniem Włoch do wojny w roku 1940 przeszedł gruntowną modernizację, podczas której wzmocnieniu uległa jego artyleria przeciwlotnicza.
„Bartolomeo Colleoni” służył na Morzu Śródziemnym do listopada 1938 roku, kiedy to został wysłany na Daleki Wschód dla zastąpienia operującego tam krążownika „Raimondo Montecuccoli”. Przybył do Szanghaju 23 grudnia 1938 i stacjonował tam do rozpoczęcia działań wojennych pomiędzy Wielką Brytanią i Francją a Niemcami. 1 października, po przekazaniu swych zadań na Dalekim Wschodzie slupowi „Lepanto”, powrócił na wody ojczyste, gdzie dotarł 28 października.
„Bartolomeo Colleoni” wszedł w skład 2 Dywizjonu Krążowników Drugiej Flotylli Śródziemnomorskiej razem z krążownikiem „Giovanni delle Bande Nere”. Pierwszą akcją, w której wziął udział, było minowanie Cieśniny Sycylijskiej 10 czerwca 1940 roku, a następnie osłona konwojów transportowców z wojskiem na trasie Neapol–Trypolis w lipcu tego samego roku.
17 lipca oba krążowniki dywizjonu opuściły port w Trypolisie i skierowały się ku greckiej wyspie Leros na Morzu Egejskim, gdzie zaobserwowano wzmożoną aktywność okrętów Royal Navy. 
We wczesnych godzinach 19 lipca włoski dywizjon, znajdujący się w pobliżu przylądka Spatha na Krecie, został wykryty przez samoloty rozpoznawcze RAF i zaatakowane przez australijski lekki krążownik HMAS „Sydney” i pięć niszczycieli. Podczas krótkotrwałego starcia „Bartolomeo Colleoni” został trafiony salwą „Sydney”, która spowodowała zniszczenie maszynowni okrętu, a w konsekwencji unieruchomienie go i wystawienie – jako łatwy cel – dla torped z brytyjskich niszczycieli.
Po ich ataku okręt eksplodował i zatonął wraz z 121 członkami załogi. Drugi krążownik włoski zdołał ujść bezpiecznie do bazy.
Dla historyków wojskowości najbardziej interesującymi okazały się dane techniczne okrętu, jakie oficjalnie przedstawiała strona włoska. Według nich „Bartolomeo Colleoni” miał osiągać (teoretycznie) prędkość ponad 40 węzłów i nigdy nie powinien być doścignięty przez „Sydney”, który osiągał prędkość zaledwie 32 węzłów. W rzeczywistości marynarka włoska przeprowadzała próby, gdy okręty pozbawione były jeszcze nie tylko amunicji, ale nawet artylerii głównej. „Bartolomeo Colleoni” nie był prawdopodobnie w stanie osiągnąć więcej niż 30 węzłów.